# Cholla
Cholla (Nevada (USA), 20 maggio 1985 - 22 marzo 2013) - (spagnolo Ciòjia  /'choi-yə/) - è stato un cavallo mustang-Quarter Horse diventato celebre per la sua capacità di dipingere. A causa della sua giovane natura ribelle, Cholla aveva ricevuto questo nome dalla denominazione comune di un cactus spinoso (Opuntia) diffuso in America. È morto a quasi 28 anni. 

## Biografia
Nei suoi primi anni di vita Cholla, cavallo con forti caratteristiche da mustang, e quindi piuttosto vivace e selvaggio, viene domato con una tecnica detta sacking out - tipica dei cowboy -, che consiste nel legare gli arti del cavallo facendolo cadere a terra, per poi pressare il suo corpo con pesanti sacchi di farina. Il procedimento traumatizza Cholla, lasciandogli cicatrici date dalla frizione delle corde sugli arti, e lo rende insofferente agli esseri umani, con reazioni violente rispetto ai rumori e movimenti improvvisi. A 5 anni il cavallo viene acquistato da Renee Chambers. Da quel momento Cholla vive in un ranch, e la proprietaria è l'unica persona che riesca a cavalcarlo.
Il 2004 è l'anno della scoperta casuale della predisposizione di Cholla alla pittura: il cavallo segue la proprietaria mentre imbianca la staccionata del ranch, afferrando con i denti il pennello che gli viene porto per scherzo; divertita, la proprietaria gli procura un robusto cavalletto, colori e fogli di carta, e da quel momento il cavallo Cholla diventa un caso allo stesso tempo scientifico ed artistico. Il cavallo-pittore Cholla è oggetto di studio da parte degli etologi, e di curiosità da parte di appassionati d'arte e di cavalli, per la sua capacità di dipingere spontaneamente, liberamente e senza ammaestramento tenendo il pennello tra i denti, raccogliendo il colore da solo: la maggiore particolarità di questo comportamento è che un cavallo di questo tipo - tuttora semiselvaggio, non ammaestrato (né ammaestrabile) a questo scopo - si trattenga volontariamente per molti minuti davanti alla tela, anche disdegnando il cibo, e che né mastichi, né succhi, né rompa il pennello, e che addirittura lo posizioni intenzionalmente secondo l'angolazione voluta.
Per questa attività, il cavallo necessita che gli vengano preparati e posti di fronte alcuni barattoli di colore e un cavalletto in posizione stabile, poi fa tutto da solo; come appare anche dai video, il cavallo Cholla afferra il pennello tra i denti, lo intinge nel colore, e lo posiziona in bocca muovendo lingua e denti; trovata la "giusta" angolazione, lo avvicina alla tela e lo muove creando pennellate con movimenti istintivi creando segni sia diritti che arrotondati, che puntiformi. Lo si vede muovere la testa di lato per guardare meglio; manifesta il suo interesse nitrendo e battendo gli zoccoli. Il difficile controllo di questi movimenti può comportare il rovesciamento dei barattoli; a volte è necessario aiutarlo quando il pennello scivola per la salivazione; il cavallo mostra con la sua "insistenza" se desidera un aiuto esterno. Manifesta volontà e gradimento per questa attività, probabilmente con la consapevolezza di stare modificando lo stato della tela; smette in tutta libertà.
Secondo l'etologo Danilo Mainardi, docente all'Università Ca' Foscari di Venezia – che a Cholla e agli animali pittori ha dedicato articoli di giornale, oltre ad un capitolo nel suo libro L'intelligenza degli animali (2009) –, si tratta di un cavallo sorprendente nel suo atteggiamento e nella sua concentrazione; innanzi tutto, la stragrande maggioranza dei cavalli masticherebbe e spezzerebbe il pennello. Cholla mostrerebbe invece "intenzionalità" e "consapevolezza", cioè dipinge perché lo vuole fare. È un cavallo visibilmente ben trattato, ed il suo comportamento appare volontario e spontaneo, agisce senza essere costretto. Cholla non si comporta come un cavallo ammaestrato.
Probabilmente questo è per lui un gioco - con risultati che all'uomo appaiono inaspettatamente "artistici" -  cui si dedica con la massima attenzione, addirittura rifiutando il cibo finché non ha "finito" la sua opera. Cholla, soprattutto a paragone di tanti altri cavalli mal trattati, può venir considerato a suo modo un cavallo felice. Ed il suo caso appare analogo a quello degli scimpanzé pittori studiati da Desmond Morris.
Cholla è considerato fra gli animali più quotati al mondo, dopo lo scimpanzé Congo che dipingeva negli anni cinquanta e i cui quadri furono anche apprezzati da Picasso e battuti all'asta; di altro genere il comportamento ripetitivo di alcuni elefanti-pittori ammaestrati.
Le sue opere (acquerelli astratti) sono state inizialmente esposte in alcune mostre locali; la notorietà internazionale è arrivata quando nel 2008 uno dei primi acquerelli del cavallo ("The Big Red Buck", 2004) è stato iscritto dalla proprietaria ad un concorso di pittura "normale" con sede in Italia a Mogliano Veneto (Premio Arte Laguna). Superata la perplessità e l'imbarazzo della giuria, l'opera è stata ammessa al concorso, per statuto "aperto a tutti", e ha ricevuto la Menzione Speciale della Presidente della Giuria, Viviana Siviero, critico d'arte indipendente. (Contrariamente a quanto pubblicato in modo erroneo da un quotidiano, il premio in denaro del concorso di pittura è stato assegnato ad un finalista umano, non al cavallo).
L'opera è stata esposta al centro culturale Brolo di Mogliano Veneto nella mostra collettiva dell'ottobre 2008 dedicata ai finalisti. Oltre ai premi attribuiti dalla giuria, il concorso prevede per i finalisti la possibilità di essere selezionati da alcune gallerie d'arte per l'assegnazione di un premio speciale, ovvero una mostra personale; in questo contesto la galleria d'arte contemporanea Giudecca 795 di Venezia si è resa disponibile ad ospitare una mostra del cavallo-artista Cholla dal 24 aprile al 15 settembre 2009, che costituisce la sua prima "personale" al di fuori degli Stati Uniti, con 30 acquerelli originali eseguiti tra il 2004 ed il 2009, e a realizzare il suo primo catalogo.
Per rispetto verso l'animale ed evitargli rischiosi spostamenti, per decisione della sua proprietaria, Cholla non presenzia alle mostre. Sono disponibili però i video di Cholla mentre dipinge (una versione demo è visibile online. L'artistica provocazione a briglie sciolte, come è stata definita dalla giornalista Simona Antonucci, spazia con ironia dal richiamo all'action painting ad interventi artistici dissacranti del recente passato.
Cholla muore nel 2013 a quasi 28 anni di età.  